# Gouzon
Gouzon è un comune francese di 1 560 abitanti situato nel dipartimento della Creuse, nella regione della Nuova Aquitania.

## Storia

### Simboli
Il comune non ha un proprio stemma ma utilizza nelle comunicazioni ufficiali quello del comune associato di Gouzougnat, annesso à Gouzon il 23 ottobre 1972. 
Questo era il blasone di Jean des Rièges, scudiero, capitano di una compagnia di cavalleria, che fu signore di Villemonteix e di Gousougnat nel 1669.

## Società

### Evoluzione demografica
Abitanti censiti